# 쉬브 팰퍼틴
쉬브 팰퍼틴(Sheev Palpatine)은 《스타 워즈》에 등장하는 인물이다. 은하 공화국 의회 의원으로 활동하나 진짜 정체는 시스 군주(Sith Lord) 다스 시디어스(Darth Sidious)이다. 《스타 워즈》의 에피소드 IV: 새로운 희망을 제외한 에피소드 I - VI와 시퀄의 에피소드 IX에서 같은 인물인 이언 맥더미드(Ian McDiarmid)가 연기하였다.

## 프리퀄 3부작
프리퀄 3부작(Prequel Trilogy)에서 팰퍼틴은 나부 행성의 공화국 의원으로 처음 등장한다. 나부가 무역연합의 공격을 받자 아미달라 여왕은 팰퍼틴을 통해 공화국의 협력을 부탁한다. 그러나 무역연합의 방해로 인해 공화국 의회는 나부에서의 전쟁 조사를 미루게 되고, 아미달라는 공화국 최고 수상 벨로럼에 대한 불신임권을 제출한다. 이후 팰퍼틴이 공화국 의장으로 선출된다. 아미달라는 여왕 자리를 물려주고 팰퍼틴의 후임 의원으로 활동하게 된다.
에피소드 2에서 팰퍼틴은 두쿠 백작의 분리주의 운동에 대항하는 공화국 의장로 등장한다. 이때부터 팰퍼틴은 은밀하게 아나킨 스카이워커와 친분을 쌓게 된다. 그리고 카툰 네트워크의 애니메이션 《클론 전쟁》에서 두쿠 백작은 그리버스 장군을 보내 팰퍼틴을 납치하고, 에피소드 3에서 오비완 케노비와 아나킨 스카이워커가 두쿠 백작을 처단하고 팰퍼틴을 구출해온다.
의회에 복귀한 팰퍼틴은 두쿠 백작과의 1:1 대결에서 승리한 아나킨 스카이워커와 대화를 나누게 된다. 이 과정에서 다크사이드 포스에 대한 이야기와 유명한 고대 시스 로드이자 자신의 스승이었던 '다스 플레이거스'에 관한 이야기를 들려 준다. 아나킨은 그가 다스 시디어스임을 알아채고 메이스 윈두에게 이 사실을 알린다. 아나킨에 대한 불신을 가지고 있던 윈두는 그를 남겨 두고 자신 혼자서 이 일을 처리하려고 한다. 시디어스는 윈두를 동행한
제다이 마스터 세 명을 쉽게 제압하지만 바파드를 사용하는 윈두에게는 검술에서 우위를 점하지 못하다가 결국 무장해제당한다. 이후 제다이를 버리고 시스로 배신한 아나킨의 도움으로 결국 승리한다.
이후 시디어스는 의회에서 제다이를 반역으로 몰아세우며 클론 군대로 하여금 제다이를 몰살하도록 하는 한편 새로운 제자 다스 베이더를 무스타파로 보내 분리파 지도부를 제거한다. 이후 제국을 선포하여 스스로를 황제로 칭한다.
제다이가 대부분 죽고 요다와 오비완만이 살아남은 상황에서 요다는 마지막 희망으로 직접 시디어스와 대결하지만 이제는 시스를 이길 수 없음을 직감하며 후퇴, 은둔 생활에 들어간다. 이로서 자신의 앞길을 막던 유일한 존재이자 최강의 제다이를 제압한 시디어스는 명실상부한 은하제국의 일인자가 된다.
요다와의 대결 직후 제자 다스베이더의 위험을 포스로 느끼고 만신창이가 된 베이더를 구해 수도로 귀환, 메디컬센터에서 수술시켜 사이보그로 만든다.
베이더와 더불어 데스 스타의 건축현장을 스타디스트로이어 창을 통해 지켜보는 장면으로 영화가 끝난다.

## 오리지널 3부작
본색을 드러낸 팰퍼틴은 흉측한 본모습을 이용해 제다이들이 암살을 시도했다 선전하고는 '힘을 통한 지속적인 평화'라는 슬로건 하에 은하 제국의 황제가 되고, 자신의 제자(apprentice)가 된 다스 베이더와 함께 공포 정치를 펼쳤다. 그는 '인간 중심 주의'라는 일종의 인종차별정책으로 비인간 종족 출신 의회 의원들을 전부 해임해 버린 이후 서서히 의회의 권력을 빼앗아 무력화한 뒤 아예 해산하고 각 행성에 총독 (moff)들을 파견해 통치하도록 변경했다. 또한 그는 제다이의 최악의 배신자 다스 베이더와 다크 제다이 집단 '인퀴지터리어스'들과 함께 오더 66 생존자들을 향해 잔인한 숙청의 칼날을 휘둘러 척살하였다.
에피소드 4에서는 모습을 드러내지 않지만, 에피소드 5에서 등장한다. 다스 시디어스는 홀로그램 통신을 통해 다스 베이더에게 루크 스카이워커의 등장을 알린다.
에피소드 6에서 황제 다스 시디어스는 두 번째 데스 스타(Death Star)의 건조를 보러 온다. 루크 스카이워커는 반란군과 함께 데스 스타의 건조를 방해하기 위해 찾아오고, 다스 베이더가 이를 알아챈다. 에피소드 5에서 다스 베이더가 자신의 아버지인 아나킨 스카이워커임을 알게 된 루크는 그를 어둠에서 구하려 한다. 반대로 황제 다스 시디어스는 루크도 다스 베이더와 마찬가지로 어둠의 세력으로 끌어들이려 한다. 제국군에게 잡힌 루크는 황제 앞에 끌려오게 된다. 황제는 다스 베이더를 대신해 루크를 자신의 제자로 삼으려 애쓰지만 루크는 끝까지 거부한다. 황제는 메이스 윈두를 물리쳤던 포스 라이트닝(Force Lightning)으로 루크를 공격하고, 다스 베이더는 갈등에 빠지게 된다. 황제의 공격이 계속되고 다스 베이더는 결국 황제를 원자로에 던져 넣어 죽임으로써 다스 시디어스의 통치는 막을 내리게 된다.

## 라이즈 오브 스카이워커
제자이자 최고부관 베이더에게 배신당했지만 미리 만들어둔 엑세골의 클론에 자신의 영혼을 옮겨서 목숨을 연명하게 되었다. 하지만 클론 그릇은 황제의 영혼을 보존하기에는 미약했고 이에 황제는 손녀 레이를 데려와 그녀에게 영혼을 옮기려 했지만,시스의 재림을 원치 않았던 레이의 부모가 레이를 자쿠에 숨김으로써 레이를 자신의 영혼을 담을 새로운 그릇으로 삼으려는 황제의 계획은 실패하고 말았다.세월이 흐른 후 은하계 전역에 자신의 음성을 송출하여 자신의 생존을 알렸으며,엑세골에 찾아온 카일로 렌에게 마지막 제다이 레이를 죽이고 신 제국의 황제가 될 것을 제안했다. 벤 솔로의 귀환 이후 황제는 파이널 오더의 비상을 위해 엔릭 프라이드 대장군과의 통신에서 퍼스트 오더를 이끌고 엑세골에 합류할 것을 명령했다.마침내 레이가 엑세골에 찾아오자 황제는 계획대로 그녀에게 복수의 의식을 치르도록 유도하여 레이에게 영혼을 옮기려 했지만 그녀는 끝끝내 거부하고 벤 솔로와 함께 반기를 든다.분노한 황제는 벤,레이의 생명력을 흡수하고 불안정한 클론 육체를 회복시키지만 이후 레이와의 결투에서 패하고 완전히 사망한다.

## 뒷 이야기
오리지널 3부작에서는 다스 베이더에게 살해당하지만 외전격 소설이나 만화에서는 그가 죽지 않은 채 영혼이 되어 미리 복제된 자신의 클론에 빙의해 연명한다. 참고로 이 설정은 공식 설정으로 인정되었다. 2014년 4월 25일 확장 세계관(Expanded Universe, 줄여서 EU)이 리부트가 되면서 레전드로 변경되었고 설정이 비공식이 되었다.
하지만 2019년 개봉한 라이즈 오브 스카이워커에서의 팰퍼틴의 부활방식은 위의 설정과 매우 유사하다.